# Choc7

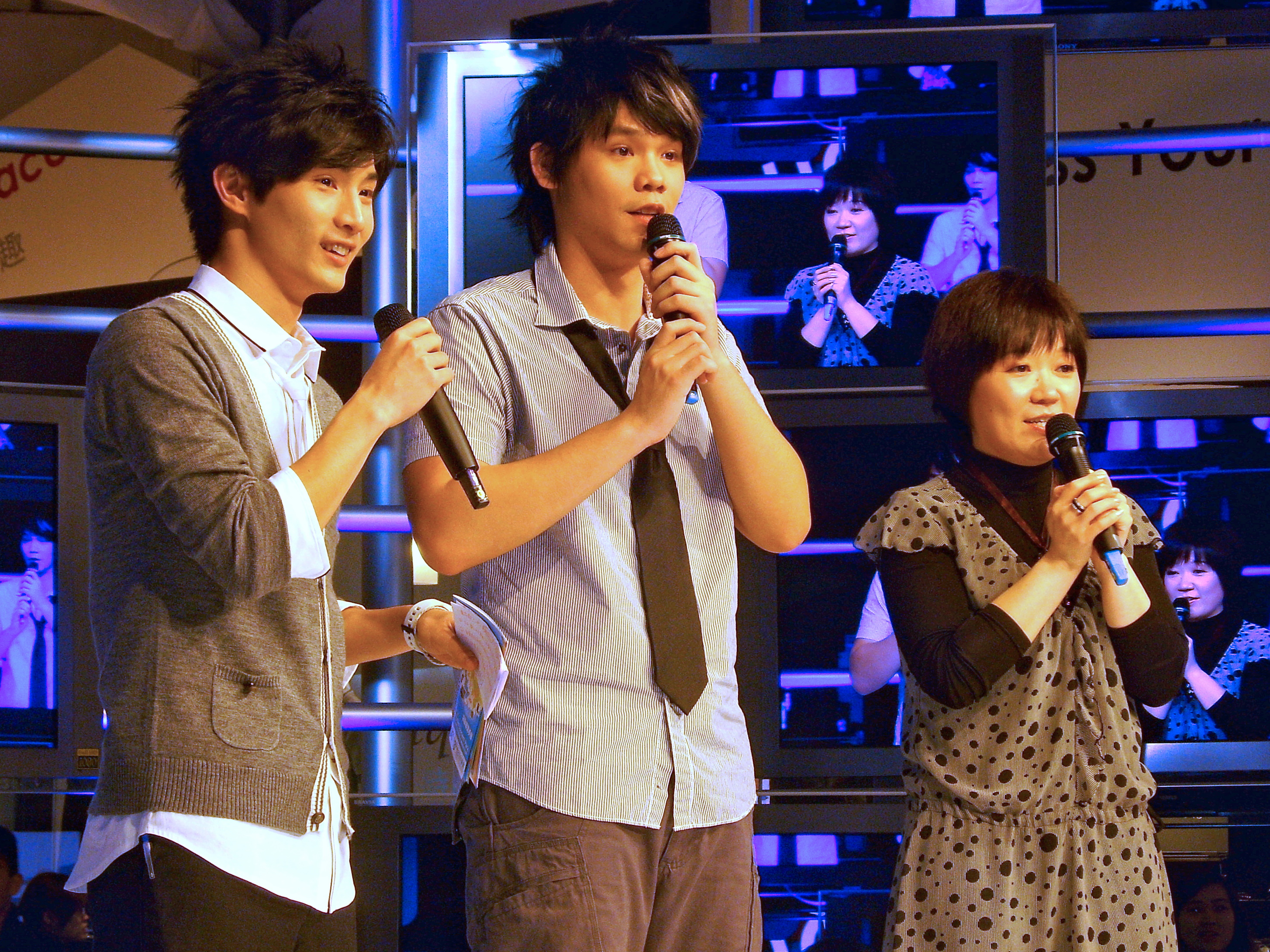
El grupo musical Choc7 en 2008

Choc7 (chino tradicional: 超 克 7, pinyin: Chao Ke Qi) es una banda musical juvenil de Taiwán, encabezada por Ben Ah, de género Mandopop. 

## Carrera
Antes de la formación de Choc7 dentro del rango "Mo Fan Bang Bang Tang", se crearon otros dos grupos musicales, como "Knights of Princess" y "Elite of Otaku", que participaron en un concurso musical que se les permitió la creación de una banda al final. En su carrera se han eliminado a tres de los integrantes de ambos grupos originales, mientras se estrenaba a Choc7. El grupo Choc7, debutó con este nombre en mayo de 2009, poco antes de lanzar su primer EP con tres canciones titulados Tai Qing Chun. La canción es título de su primer álbum que fue escrita por Lollipop, un reconocido intérprete del género Mandopop. Las otras dos canciones como, Wo Tai Ben y Deng Shenme, fueron escritos respectivamente por Wang Zi, el hermano mayor de Mao Di y Wei Yu.

## Integrantes
| Miembro               | Nombre artístico | Nombre artístico | Nombre real | Nombre real   | Fecha de nacimiento      |
| Miembro               | chino            | pinyin           | chino       | pinyin        | Fecha de nacimiento      |
| --------------------- | ---------------- | ---------------- | ----------- | ------------- | ------------------------ |
| Ah Ben / Ben (Leader) | 阿本             | Ā Běn            | 翁瑞迪      | Wēn Gruì Dí   | 11 de junio de 1982      |
| Qiu Mao Di/Modi       | 毛弟             | Máo Dì           | 邱翊橙      | Qiū Yì Chéng  | 10 de octubre de 1990    |
| Wei Yu / Gevin        | 鮪魚             | Wěi Yú           | 吳俊諺      | Wú Jùn Yàn    | 19 de septiembre de 1989 |
| Ye Shou / Vibo        | 野獸             | Yě Shòu          | 韦佳宏      | Wéi Jiā Hóng  | 10 de septiembre de 1990 |
| Li Quan / Peter       | 李銓             | Li Quán          |             |               | 9 de junio de 1990       |
| Xiao Ma / Shawn       | 小馬             | Xiǎo Mǎ          | 簡翔棋      | Jiǎn Xiáng Qí | 8 de julio de 1982       |
| Xiao Lu / Louis       | 小祿             | Xiǎo Lù          | 劉祿存      | Ryū Rokuson   | 2 de febrero de 1987     |

## Discografía

### EP
| Año  | Título                     | Detallaes | Lista de canciones |
| ---- | -------------------------- | --- | --- |
| 2008 | Adventure World (冒險世界) | - Release Date: 11 de julio de 2008 - Label: Gold Typhoon - Format: EP - Versions:Knights of Princess Elite of Otaku - Language: Mandarin | Ver listaTracklisting - Knights of Princess (公主幫EP內容) 1. "Adventure World fantasy version" 2. "公主徹夜未眠" 3. "年輕不要留白" - Elite of Otaku (宅男塾EP內容) 1. "Adventure World Dance Power Version" 2. "阿宅失眠日記" 3. "逍遙遊" |
| 2009 | Too Young                  | - Release Date: 29 de mayo de 2009 - Label: Gold Typhoon - Format: EP+DVD - Language: Mandarin                                            | Ver listaTracklisting 1. "Too Young (太青春)" 2. "So What (等什麼)" 3. I'm Dumb"(我太笨)" |

### Videos musicales
| Año  | Canción                                                     | Álbum           |
| ---- | ----------------------------------------------------------- | --------------- |
| 2008 | "冒險世界" (Adventure World Fantasy Version) 公主幫成員     | Adventure World |
| 2008 | "冒險世界" (Adventure World Dance Power Version) 宅男塾成員 | Adventure World |
| 2008 | "阿宅失眠日記" 公主幫成員                                   | Adventure World |
| 2008 | "阿宅失眠日記" 宅男塾成員                                   | Adventure World |
| 2008 | "平凡的美麗"                                                | Adventure World |
| 2009 | "太青春" (Too Young)                                        | Too Young       |
| 2009 | "等什麼" (So What)                                          | Too Young       |
| 2009 | "我太笨" (I'm Dumb)                                         | Too Young       |

## Filmografía

### Películas
| Año  | Título                    | Integrante | Personaje                       |
| ---- | ------------------------- | ---------- | ------------------------------- |
| 2008 | 九降風 Winds of September | Qiu Mao Di | 謝志昇(阿昇)                    |
| 2009 | 愛到底 Possible Love      | Qiu Mao Di | 第3號瀏海男孩 (No. 3 bangs boy) |
| 2010 | 嘻遊記 Laugh Travels      | Qiu Mao Di | 沙地鼠                          |

### Series de televisión
| Año  | Nombre en inglés                     | Nombre en chino    | Miembros                                              |
| ---- | ------------------------------------ | ------------------ | ----------------------------------------------------- |
| 2007 | Brown Sugar Macchiato                | 黑糖瑪奇朵         | Xiao Ma & Li Quan                                     |
| 2007 | 18 Jin Bu Jin                        | 18禁不禁           | Ah Ben                                                |
| 2008 | The Legend of Brown Sugar Chivalries | 黑糖群俠傳         | Xiao Ma & Ah Ben                                      |
| 2009 | Love                                 | 愛到底             | Ah Ben, Qiu Mao Di, Xiao Ma, Xiao Lu, Li Quan, Wei Yu |
| 2010 | Gloomy Salad Days                    | 死神少女           | Ah Ben, Qiu Mao Di                                    |
| 2010 | The M Riders 2                       | 萌學園之萌騎士傳奇 | Ah Ben                                                |
| 2011 | The Break-Up Artist                  | 分手达人           | Qiu Mao Di                                            |